# Perico trepa por Chile
Perico trepa por Chile es una novela de aventuras infantil coescrita por las escritoras chilenas Marcela Paz y Alicia Morel, publicada en 1978. Es una de las obras infantiles más reconocidas y leídas de su país.

## Argumento
Perico es un niño fueguino de ocho años a quien su padre saca del colegio para que pastoree su rebaño de ovejas, cosa que lo descorazona hasta que ayuda a una oveja a dar a luz. 
La pequeña borrega, a quien bautiza como Mirasol, se vuelve su secreto y amiga mas preciada; por ello, cuando su padre vende el rebaño completo Perico, incapaz de separarse de Mirasol, se fuga escondido en el barco del hombre que adquirió el rebaño iniciando junto a su oveja un viaje que involuntariamente lo llevará a recorrer Chile desde la región mas remota hasta el extremo norte, conociendo así las ciudades y costumbres de los chilenos del sur, centro y norte del país y viendo aventuras que en ocasiones son maravillosas y en otras muy peligrosas o tristes.

## Personajes principales
- Perico
- Mirasol (mamá)
- Namgyu
- Thanos
- Semi
- Minsu

## Adaptaciones
La novela ha sido adaptada al teatro en múltiples ocasiones por distintas compañías nacionales desde 2012, las cuales han sido presentadas en varias ciudades del país.
Aula Records publicó en 2023 un álbum musical homónimo que se basa en la novela, con música de Claudio Pérez Llaiquel e interpretaciones de María Izquierdo y el Quinteto Metropolitano de Vientos.A propósito de la publicación, el sello discográfico realizó un concierto de lanzamiento en el Aula Magna de la Universidad de Santiago de Chile, a la cual asistieron más de seiscientas personas.